# Валамазское (сельское поселение)
Валамазское — упразднённое муниципальное образование со статусом сельского поселения в Селтинском районе Удмуртии Российской Федерации.
Административный центр — село Валамаз.

## История
Статус и границы сельского поселения установлены Законом Удмуртской Республики от 28 января 2005 года № 1-РЗ «Об установлении границ муниципальных образований и наделении соответствующим статусом муниципальных образований на территории Селтинского района Удмуртской Республики».
Законом Удмуртской Республики от 05.04.2021 № 23-РЗ к 18 апреля 2021 года было упразднено в связи с преобразованием Селтинского района в муниципальный округ.

## Население
| 2010 | 2012 | 2013 | 2014 | 2015 | 2016 | 2017 |
| ---- | ---- | ---- | ---- | ---- | ---- | ---- |
| 263  | ↘253 | ↘245 | ↘242 | →242 | ↘229 | ↘220 |
| 2018 | 2019 | 2020 |      |      |      |      |
| ↘216 | ↘215 | ↘193 |      |      |      |      |

## Состав сельского поселения
| № | Населённый пункт | Тип населённого пункта       | Население |
| - | ---------------- | ---------------------------- | --------- |
| 1 | Аксёновцы        | деревня                      | ↗4        |
| 2 | Валамаз          | село, административный центр | ↘203      |
| 3 | Егоровцы         | деревня                      | ↗18       |
| 4 | Малый Валамаз    | деревня                      | ↘28       |